# Улица Николая Рубцова
Улица Никола́я Рубцо́ва — улица в историческом районе Парнас в Выборгском районе Санкт-Петербурга. Проходит от проспекта Энгельса до улицы Валерия Гаврилина.

## История
Постановлением правительства Санкт-Петербурга № 1368 от 07.10.2010 проектируемым улицам в новом районе «Северная долина» были присвоены названия в честь известных деятелей культуры и искусства российского севера. Улица, до этого фигурировавшая в планах как продолжение 5-го Верхнего переулка, получила название улица Николая Рубцова, в честь лирического поэта Н. М. Рубцова.
Реальное строительство первого участка, от улицы Фёдора Абрамова до улицы Валерия Гаврилина, началось только в 2013 году, закончилось — летом 2014 года, а официально открыт для проезда в ноябре 2014 года.
30 июня 2017 года улица Николая Рубцова была продлена до проспекта Энгельса. Тем самым был обеспечен второй выезд из микрорайона «Северная долина».

## Пересечения
Улица пересекается со следующими магистралями:
- проспект Энгельса
- Толубеевский проезд
- улица Фёдора Абрамова
- улица Валерия Гаврилина